# Hollandsche Beton Maatschappij

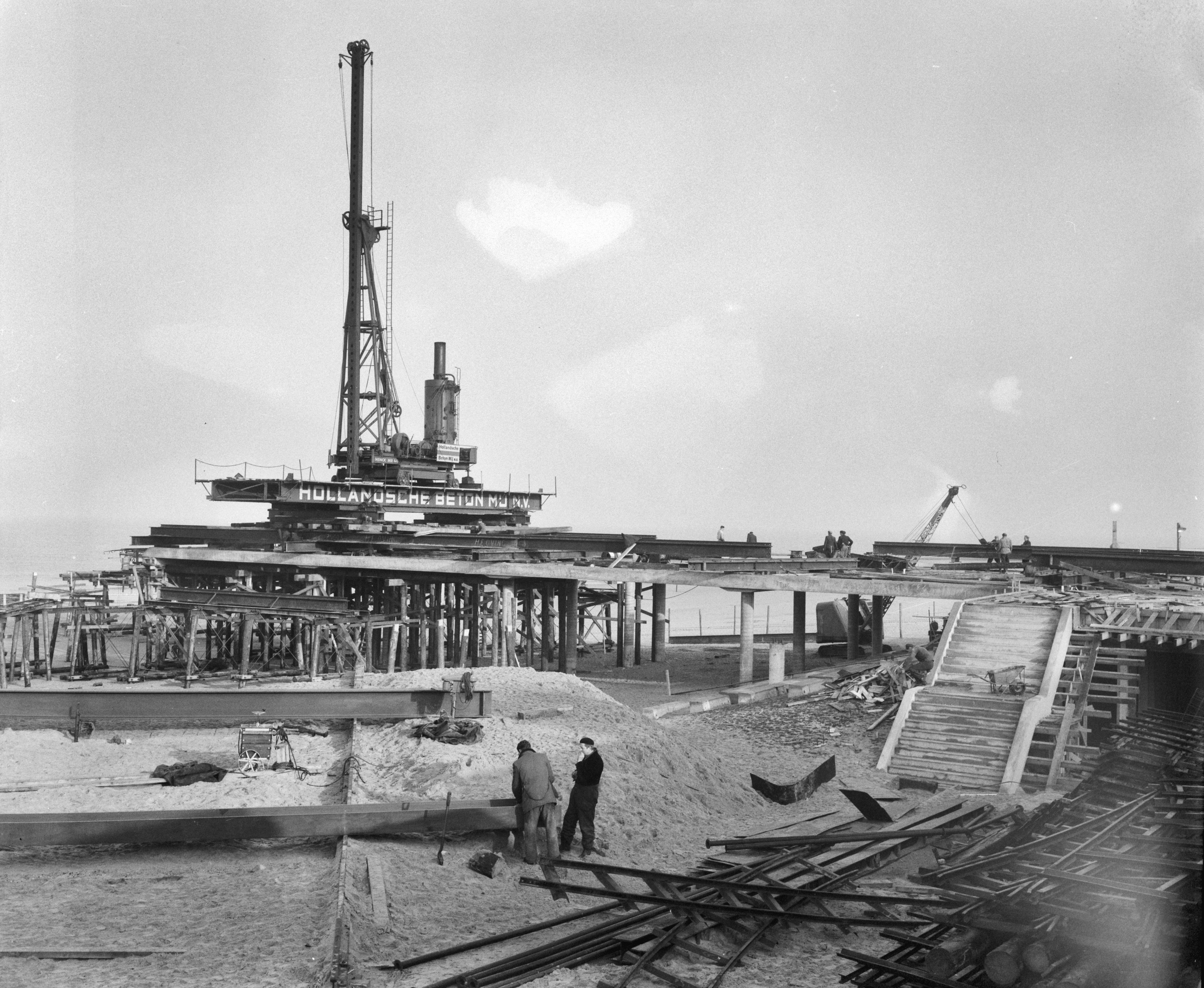
Werkzaamheden aan de nieuwe pier te Scheveningen door HBM in februari 1960

De Hollandsche Beton Maatschappij N.V. (HBM) was een bedrijf dat zich richtte op het uitvoeren van werken in gewapend beton. Dit bedrijf was gevestigd in Den Haag en Amsterdam, later in Rijswijk, en heeft zelfstandig bestaan van 1902-1968, toen het met de Hollandse Constructie Groep fuseerde tot de Hollandsche Beton Groep (HBG). De Hollandse Constructie Groep was in 1967 ontstaan door de fusie van onder meer de Hollandsche Constructie Werkplaatsen en de Nederlandsche Electrolasch Maatschappij.  Na de fusie werd HBM een werkmaatschappij van de Hollandsche Beton Groep en omgevormd tot een bv.

## Hollandsche Maatschappij tot het maken van Werken in Gewapend Beton

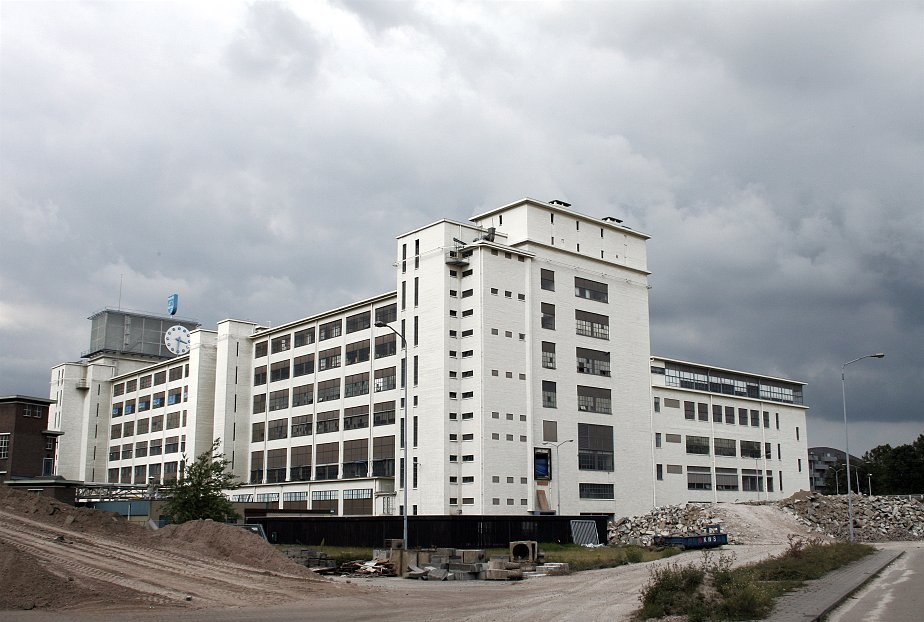
Hoge Rug op Strijp-S, uitgevoerd door de Hollandsche Maatschappij tot het maken van Werken in Gewapend Beton

Het bedrijf werd in 1902 opgericht door Alphonse C.Ch.G. van Hemert ('s-Hertogenbosch, 30 januari 1857 - Den Haag, 24 oktober 1926). Deze was civielingenieur en docent aan de Koninklijke Militaire Academie te Breda. Het bedrijf was gevestigd aan de Groot Hertoginnelaan in Den Haag en heette aanvankelijk: Hollandsche Maatschappij tot het maken van Werken in Gewapend Beton, later ook afgekort tot Hollandsche Maatschappij voor Gewapend Beton of zelfs: Hollandsche Beton. Dit was niet de oudste maatschappij in Nederland op dit gebied, want ook de Amsterdamsche Fabriek van Cementijzerwerken, opgericht in 1891, was op dit terrein actief. Omstreeks 1928 veranderde de naam in Hollandsche Beton Maatschappij. Uit de beginjaren dateerde de bouw van de Hofpleinlijn te Rotterdam, waarvoor Van Hemert het viaduct ontwierp, dat uiteindelijk door diens maatschappij werd gebouwd. Ook een kade in het Chileense Valparaíso, waarbij caissonbouw werd toegepast, trok omstreeks 1904 de aandacht. In 1911 nam de firma deel aan een consortium dat de havenwerken in Soerabaja ging uitvoeren.
In 1912 werd de Vereeniging van Aannemers van Betonijzerwerken in Nederland, kortweg Betonijzerbond, te Utrecht opgericht, waarvan ook de Hollandsche Maatschappij deel ging uitmaken. In 1914 werd het hoofdkantoor van de Levensverzekering Maatschappij Dordrecht, met een casco van gewapend beton, afgeleverd. Tijdens de Eerste Wereldoorlog echter, was er een tekort aan de grondstoffen voor gewapend beton, te weten ijzer en cement. Voor ijzer en staal werd een rijksdistributiesysteem ingesteld, waardoor grote werken achterwege moesten blijven. Na de oorlog volgden weer nieuwe opdrachten, zoals het nieuwe postkantoor in Rotterdam (1923), welke voorzien werd van een grootse betonhal met paraboolvormig gewelf.
In 1923 ging HBM, en diens zustermaatschappij de Hollandsche Aanneming Maatschappij, zich tevens bezighouden met een nieuwe bedrijfstak, en wel de bouw van beton- en bitumineuze wegen.
In 1927 werd aan het bedrijf de bouw gegund van de uitbreiding van de Philipsfabrieken te Eindhoven, voor onder meer een fabriek van artikelen op radio gebied. Deze staat tegenwoordig bekend als de Hoge rug op Strijp S. Verdere activiteiten betroffen de Zuiderzeewerken en de bouw van sluizen te IJmuiden.

## Hollandsche Beton Maatschappij

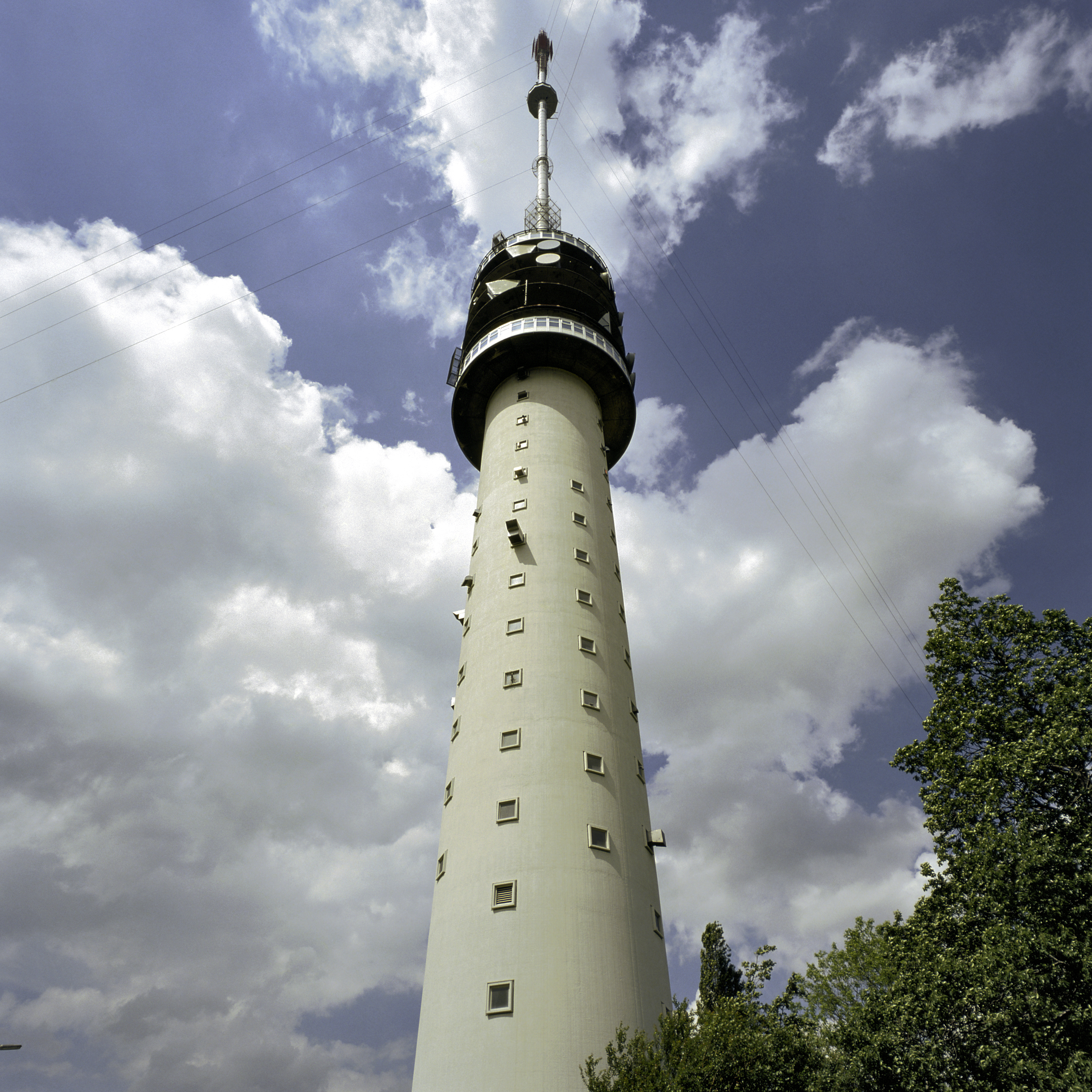
De Gerbrandytoren te IJsselstein gebouwd door HBM in 1958-1961 is een rijksmonument

Ook in 1929 zou er sprake zijn van communistisch gewroet, ja zelfs communistisch gevaar, op het conto van enkele HBM-werknemers bij de bouw van de Hoge Rug, waardoor een staking zou zijn ontstaan. Ondertussen werden volop spoorwegen aangelegd en havens gebouwd in het toenmalige Nederlandsch-Indië. In 1930 werd begonnen met de bouw van een elektriciteitscentrale te Rotterdam. Ook werd aan de grootste sluis ter wereld te IJmuiden gewerkt en begon men aan kademuren voor de Merwehaven te Rotterdam en in 1931 het nieuwe hoofdkantoor van Unilever, eveneens te Rotterdam. In 1931 volgde de aanbesteding voor de aanleg van het Julianakanaal.
Hierna volgden de opdrachten voor tal van bruggen en dergelijke. In 1939 werd de aanleg van de spuisluis te IJmuiden aan HBM gegund, alsmede de bouw van een zeer grote scheepshelling voor de Nederlandsche Scheepsbouw Maatschappij te Amsterdam. Vooral ook in Indonesië vonden veel werkzaamheden plaats.
Na de invasie door de nazi-troepen en het bombardement op Rotterdam, was de HBM vanaf 1941 betrokken bij de wederopbouw van deze stad. Het bedrijf was verder een zogenoemde bunkerbouwer voor de Duitse bezetter. In 1947 werd ook, samen met enkele andere betonmaatschappijen, begonnen met het opruimen van de vernielde Rotterdamse haveninstallaties en de bouw van nieuwe. In 1950 werd begonnen met de bouw van een nieuwe fabriek voor de ENCI te Maastricht.
Van belang is ook de opheffing van de Indonesische vestiging van HBM in 1958, mede vanwege de nationalisatie van de bedrijven aldaar. Men bleef echter nog actief in het toenmalige Nederlands-Nieuw-Guinea. In 1960 werd meegewerkt aan de bouw van de Van Brienenoordbrug te Rotterdam. Bovendien werd vanuit de NBM de dochter Nederlandsche Overzee Baggermaatschappij.
In 1963 fuseerde NBM met woningbouwer Intervam te Den Haag. In opdracht van de Exploitatie Maatschappij Scheveningen zou de nieuwe combinatie 1500 woningen te Scheveningen gaan bouwen. In 1965 werd het betonwerk van de spuisluizen in de Haringvlietdam opgeleverd en in 1966 was er sprake van een Australische miljoenenorder. In 1966 werd begonnen met de bouw van een zeer groot droogdok voor de Rotterdamse werf Wilton-Fijenoord terwijl vanaf 1967 ook opdrachten voor booreilanden binnenkwamen.
In 1968 werd het hoofdkantoor verplaatst van Den Haag naar Rijswijk. Omstreeks dit jaar werden ook een aantal regeringsgebouwen in Den Haag met behulp van het jackblocksysteem gebouwd, waarbij de verdiepingen langs kolommen omhooggevijzeld werden en men dus met de bovenste verdieping begon. Deze bouwmethode, in die tijd veelgeprezen, leidde later tot kritiek en werd niet lang toegepast.
Omstreeks deze tijd gingen er geruchten omtrent een op handen zijnde fusie. Deze werden bewaarheid en in hetzelfde jaar nog fuseerde HBM met de Hollandsche Constructie Groep tot de Hollandsche Beton Groep (HBG), die daarmee de grootste bouwonderneming van Nederland werd.